# Casadepaga River
Der Casadepaga River ist ein 53 Kilometer langer rechter Nebenfluss des Niukluk River im Süden der Seward-Halbinsel im Westen des US-Bundesstaats Alaska. 

## Verlauf
Der Casadepaga River entspringt im Bergland im Süden der Seward-Halbinsel, 50 Kilometer nordöstlich der Stadt Nome, auf einer Höhe von etwa 430 m. Er fließt anfangs drei Kilometer nach Südwesten und anschließend zehn Kilometer in Richtung Ostsüdost. Dann wendet sich der Casadepaga River nach Nordosten, durchschneidet einen Bergkamm und dreht nach weiteren zehn Kilometern nach Nordnordost. Im Unterlauf mündet der Big Four Creek von rechts in den Fluss. Nach weiteren neun Kilometern trifft der Casadepaga River schließlich auf den Niukluk River. 

## Geschichte
Das Einzugsgebiet des Casadepaga River war gegen Ende des 19. Jahrhunderts Ziel von Prospektoren, die in den Flusssedimenten nach Gold suchten.

## Name
Der Flussname stammt aus der Sprache der Eskimos. Er wurde im Jahr 1900 vom U.S. Geological Survey (USGS) erstmals veröffentlicht.